# حزقيال مانويل مونتيرو فاسكيز
حزقيال مانويل مونتيرو فاسكيز (بالإسبانية: Juan Manuel Montero Vázquez)‏ هو طبيب عسكري وجراح إسباني، ولد في 29 ديسمبر 1947 في بالنثيا في إسبانيا، وتوفي في 21 مايو 2012 في تل أبيب في إسرائيل.